# تشارلي بيل (لاعب كرة قدم بريطاني)
تشارلي بيل (بالإنجليزية: Charlie Bell)‏ هو لاعب كرة قدم بريطاني، ولد في 24 ديسمبر 2002. لعب مع نادي بورتسموث.